# Jesús Aparicio-Bernal Sánchez
Jesús Aparicio-Bernal Sánchez (Madrid, 1929), és un polític espanyol que va desenvolupar la seva carrera sota el règim franquista.

## Biografia
Doctor en Dret, durant l'etapa franquista va ser també procurador en Corts per representació sindical els anys 1955, 1958 i 1961 i per la representació familiar d'Alacant entre 1967 i 1977.
Va ser, a més, Cap Nacional del Sindicat Espanyol Universitari (SEU) entre 1960 i 1962. El 1963 va ser designat president del Sindicat Nacional de Premsa i Arts Gràfiques (1963).
El 26 de març de 1964, Manuel Fraga, llavors Ministre d'Informació i Turisme, el nomenà director general de Radiodifusió i Televisió, càrrec equivalent al posterior director general de Radiotelevisió espanyola. A Aparicio-Bernal li va correspondre, uns mesos després, el 18 de juliol d'aquest mateix any, inaugurar els estudis de Prado del Rey.
Arribada la Transició es va acostar ideològicament a Aliança Popular. No obstant això, els seus últims anys d'activitat professional els va dedicar al món dels negocis: conseller de l'Empresa Nacional de Petrolis de Navarra i Aragó, de Mail Ibèrica, de Celulosas de Extremadura, president d'Agenrop Ibèrica, vicepresident de la companyia de telecomunicacions Entel, etc.
També ha impartit classes de Dret Mercantil a la Universitat Complutense de Madrid, com a professor adjunt.